# Giải của Hiệp hội phê bình phim Los Angeles cho phim hoạt hình hay nhất
Giải của Hiệp hội phê bình phim Los Angeles cho phim hoạt hình hay nhất là một giải của Hiệp hội phê bình phim Los Angeles dành cho phim hoạt hình, được bầu chọn là hay nhất trong năm. Giải này được lập từ năm 1989.

## Các phim đoạt giải

### Thập niên 1980
| Năm  | Phim               | Đạo diễn                   |
| ---- | ------------------ | -------------------------- |
| 1989 | The Little Mermaid | Ron Clements & John Musker |

### Thập niên 1990
| Năm  | Phim                                                                   | Đạo diễn                    |
| ---- | ---------------------------------------------------------------------- | --------------------------- |
| 1990 | The Rescuers Down Under                                                | Hendel Butoy & Mike Gabriel |
| 1991 | Beauty and the Beast                                                   | Gary Trousdale & Kirk Wise  |
| 1992 | Aladdin                                                                | Ron Clements & John Musker  |
| 1993 | Mighty River (Le fleuve aux grandes eaux)                              | Frédéric Back               |
| 1994 | The Lion King                                                          | Roger Allers & Rob Minkoff  |
| 1995 | Toy Story                                                              | John Lasseter               |
| 1996 | Creature Comforts, A Grand Day Out, The Wrong Trousers & A Close Shave | Nick Park                   |
| 1997 | Hercules                                                               | Ron Clements & John Musker  |
| 1997 | The Spirit of Christmas                                                | Trey Parker & Matt Stone    |
| 1998 | A Bug's Life                                                           | John Lasseter               |
| 1999 | The Iron Giant                                                         | Brad Bird                   |

### Thập niên 2000
| Năm  | Phim                                                      | Đạo diễn                            |
| ---- | --------------------------------------------------------- | ----------------------------------- |
| 2000 | Chicken Run                                               | Peter Lord & Nick Park              |
| 2001 | Shrek                                                     | Andrew Adamson & Vicky Jenson       |
| 2002 | Spirited Away (Sen to Chihiro no Kamikakushi)             | Miyazaki                            |
| 2003 | The Triplets of Belleville (Les triplettes de Belleville) | Sylvain Chomet                      |
| 2004 | The Incredibles                                           | Brad Bird                           |
| 2005 | Wallace & Gromit: The Curse of the Were-Rabbit            | Steve Box & Nick Park               |
| 2006 | Happy Feet                                                | George Miller                       |
| 2007 | Persepolis                                                | Vincent Parannaud & Marjane Satrapi |
| 2007 | Ratatouille                                               | Brad Bird                           |
| 2008 | Waltz with Bashir (Vals im Bashir)                        | Ari Folman                          |